# Rode ral
De rode ral (Aphanapteryx bonasia) is een uitgestorven vogel uit de familie van de Rallidae waartoe de rallen, koeten en waterhoentjes behoren. 
De vogel was endemisch op Mauritius en is daar vermoedelijk rond het jaar 1700 uitgeroeid door verwilderde katten.

## Ontdekkingsgeschiedenis

### Ontdekking door zeevaarders en uitsterven
In 1601 deed een schip van de Verenigde Oostindische Compagnie, de Gelderland, Mauritius aan. In het scheepsjournaal bevinden zich een viertal schetsen in loodstift en Oost-indische inkt, vermoedelijk gemaakt door opvarende Joris Joostens Laerle, van vier dode vogels die op grote rallen lijken. Deze tekeningen, niet begeleid door enige tekst, vormen de oudste bekende weergave van de soort, met mogelijke uitzondering van verschillende afbeeldingen van ralachtige vogels waarvan het echter verre van zeker is dat ze de rode ral als onderwerp hebben.

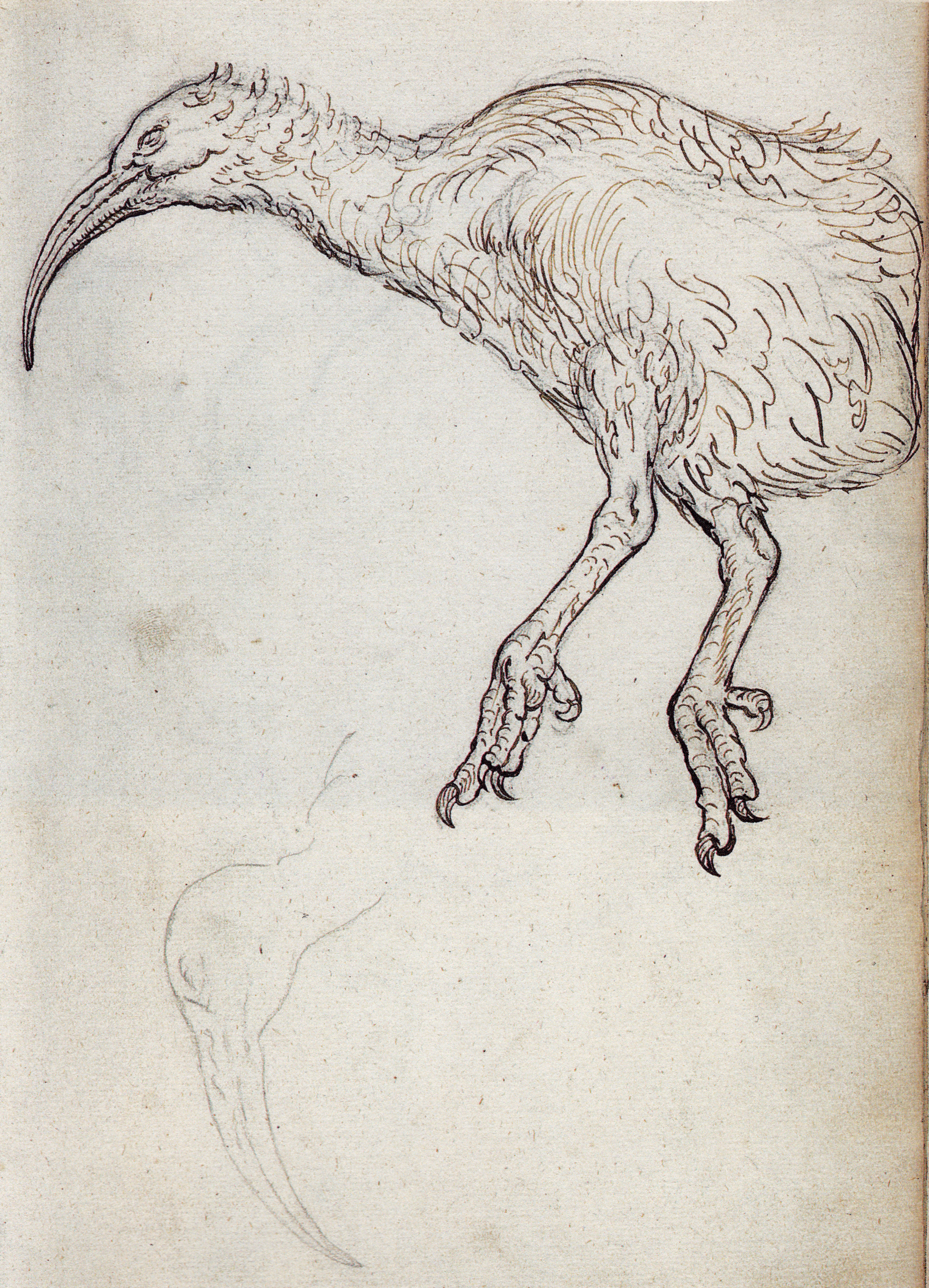
Een schets in inkt uit 1601

Uit 1610 stamt een gouache van Jacob Hoefnagel uit een serie die hij maakte van de menagerie van keizer Keizer Rudolf II. Het schilderij toont een roodbruine vogel. Het is niet duidelijk of de dierenverzameling een levend dier bevatte of dat Hoefnagel werkte naar een opgezet exemplaar. Het gedetailleerde werk is de enige afbeelding die de authentieke kleurtekening zou kunnen weergeven. In 1617 maakte Pieter van den Broecke een zwart-wit-tekening van de rode ral.
Uit 1631 stamt een kort anoniem Nederlands verslag van het gedrag van de soort. Wat langer is een beschrijving uit 1634 door de Engelse reiziger Thomas Herbert, die ze 'hoenders' (hennes) noemt. Ook hij maakte een tekening van het dier. Een langere beschrijving uit 1638 komt van de Engelsman Peter Mundy maar daarvan is het niet zeker of het over de rode ral gaat want hij noemt het dier geel. Mundy vond het opmerkelijk dat het dier samen met de dodo alleen op Mauritius voorkwam en vroeg zich af of dit het gevolg was van een monsterlijke kruising of de inwerking van de alleen daar heersende natuurlijke omstandigheden die de oorspronkelijke vorm veranderden. De Engelse reiziger John Marshall beschreef het dier in 1668. Ongeveer even oud is een verslag van Johannes Pretorius. 
Uit de vroege jaren zeventig van de zeventiende eeuw komt een vermelding door de Duitser Johann Christian Hoffmann die het dier als 'toddaerschen' aanduidde. Hierin is duidelijk 'dodaars' te herkennen, de naam die de Nederlanders gaven aan de dodo. Kennelijk werden beide soorten in die tijd verward. wellicht omdat de dodo al was uitgestorven en zijn naam op de rode ral was overgegaan. Uit de berichten blijkt dat het vlees van de rode ral erg smakelijk was en de soort om zijn vlees werd bejaagd. In 1693 bezocht de Franse natuurvorser François Leguat het eiland. Hij meldde dat het dier al zeldzaam was geworden. Latere berichten ontbreken en daarom wordt aangenomen dat de rode ral rond 1700 uitstierf. Dat kan door de jacht veroorzaakt zijn maar waarschijnlijker is het dat geïntroduceerde soorten zoals ratten en vooral katten de populatie tot nul reduceerden.

### Ontdekking door de wetenschap
In het begin van de negentiende eeuw werd duidelijk dat dieren konden uitsterven en begon men uitgestorven taxa een wetenschappelijke naam te geven, ook als er alleen wat slechte illustraties van een recent verdwenen soort over waren. In 1848 stelde Hugh Edwin Strickland dat de tekeningen van Van der Broecke en Herbert één vogelsoort moesten afbeelden. In 1848 benoemde de Belg Edmond de Selys Longchamps die als Apterornis bonasia. In 1854 meende Hermann Schlegel echter dat het eerste dier een kleine dodo uit Mauritius was, en het tweede een dodo uit Rodrigues die hij benoemde tot respectievelijk Didus broecki en Didus herberti.
In 1865 werden op Mauritius door George Clark veel botten verzameld door ze handmatig van de bodem te laten rapen van het moeras van de Mare aux Songes. Daaronder bevonden zich ook skeletelementen van een grote ral die in 1866 gedetermineerd werden door Alphonse Milne-Edwards. Milne-Edwards begreep dat het hier Didus broecki moest betreffen. In 1868 benoemde Georg Ritter von Frauenfeld het dier op de gouache van Hoefnagel als de soort Aphanapteryx imperialis. In 1869 combineerde Milne-Edwards de namen tot Aphanapteryx broecki. Pas daarna werd hem duidelijk dat Apterornis bonasia prioriteit had. Toch was de naamgeving door Von Frauenfeld niet geheel vergeefs want de geslachtsnaam Apterornis bleek al bezet. De combinatio nova werd aldus Aphanapteryx bonasia.
De geslachtsnaam betekent 'niet-zichtbare vleugel' in het Grieks. Op de tekeningen was geen vleugel te zien. De etymologie van de soortaanduiding is onduidelijk. Het zou een latinisering kunnen zijn van het Frans bonasse, 'goedzak', als verwijzing naar het makke gedrag van het beest.